# Étaves-et-Bocquiaux
Étaves-et-Bocquiaux è un comune francese di 549 abitanti situato nel dipartimento dell'Aisne della regione dell'Alta Francia.

## Società

### Evoluzione demografica
Abitanti censiti